# Multec
Die Multec-ist eine elektronisch gesteuerte, zentral und intermittierend ins Saugrohr einspritzende Einspritzanlage (Single Point Injektion) mit elektronischer Steuerung der Zündung für Ottomotoren. Sie gehört zu den Systemen der äußeren Gemischbildung.
"Multec" ist die Abkürzung der englischen Bezeichnung "Multiple Technology" (Mehrfach-Technologie).
Es ist eine ab Mitte der 1980er Jahre hauptsächlich von General Motors verwendete Einspritzanlage für Pkw-Motoren; das erste Fahrzeug auf dem deutschen Markt mit dieser Einspritzanlage war der Opel Corsa-A mit 1.3i-Motor im September 1985.
Da das System mit einem Saugrohrdrucksensor, also nach dem p/n-System (Druck/Drehzahl-System) arbeitet, ist es der Monomotronic von Bosch überlegen, da diese nur Drosselklappenwinkel und Drehzahl auswertet (α/n-System).

## Bauteile und Funktionsweise
Die Hauptsteuergrößen sind der Saugrohrdruck und die Motordrehzahl (p/n-System). Das Gemischbildungssystem der Zentraleinspritzung wird elektronisch geregelt. Das Steuergerät erhält durch Sensoren Informationen über Saugrohrdruck, Motordrehzahl, Drosselklappenstellung, Kühlflüssigkeitstemperatur, Ansauglufttemperatur und die Gemischzusammensetzung über die Lambdasonde. Diese Informationen werden zu Steuersignalen für die Gemischbildung, Leerlaufregelung, Schubabschaltung und für den Zündzeitpunkt verarbeitet. Der Kraftstoff wird mit nur einem Einspritzventil (Multec und Multec-SZ) an einer zentralen Stelle zugemessen. Das Einspritzventil ist im Drosselklappeneinspritzgehäuse direkt über der Drosselklappe eingebaut. Das Kraftstoff-Luft-Gemisch wird über das Sammelsaugrohr an die Zylinder des Motors verteilt. Der Systemdruckregler begrenzt den Druck vor dem Einspritzventil z. B. auf 0,75 bar bei Niederdruckeinspritzung. Das Einspritzventil wird elektromagnetisch betätigt. Die Öffnungszeit wird vom Steuergerät errechnet. Da Öffnungsquerschnitt des Einspritzventils und Kraftstoffdruck konstant sind, wird die eingespritzte Kraftstoffmenge nur durch die Öffnungszeit des Einspritzventiles bestimmt.
Der Bypass, englisch für Umgehung oder Überbrückung, ist ein Kanal zur Umgehung der Drosselklappe. Wird das Gaspedal nicht getreten, ist die Drosselklappe vollständig geschlossen, dadurch bekommt der Motor kein Gemisch mehr und stirbt ab. Um das zu verhindern, wird der Bypass von einem elektronischen Schrittmotor (Leerlauffüllungsmotor) bzw. einem Kegelventil eines Motors, der im Kanal angebracht ist, geöffnet und das Gemisch umgeht die geschlossene Drosselklappe und stellt dem Motor genug Gemisch für den Leerlauf zur Verfügung.
Der Leerlauffüllungsmotor ist ein Schrittmotor mit einer elektromagnetischen Spule, die ein Kegelventil bewegt und somit die Luftzufuhr durch den Bypass öffnet oder regelt. Er ist ein separates Bauteil, das mit dem Steuergerät des Multec-Systems verbunden ist. Er soll die Steuerung der Leerlaufdrehzahl in der Warmlaufphase übernehmen und die Leerlaufdrehzahl des betriebswarmen Motors bei jeder Belastung konstant halten, etwa beim Einschalten der Klimaanlage. Des Weiteren liefert er bei der Schubabschaltung kurzzeitig Luft über den Bypass zur Verringerung der Abgasemissionen und als Gestängedämpfer.
Das Steuergerät verstellt durch Ansteuern des Schrittmotors mit bis zu 160 Schritten je Sekunde das Kegelventil im Bypasskanal, der die Drosselklappe umgeht. Mit zunehmender Belastung des Motors öffnet der Ventilkegel den Bypass. Ein voll eingefahrener Ventilkegel ergibt die größte Öffnung des Bypasses und damit eine erhöhte Gemischmenge – die Leerlaufdrehzahl steigt.

## Multec-M
Bei der Multec-M gibt es vier Einspritzventile, die im Ansaugkrümmer kurz vor den Einlassventilen montiert sind, der Druck vor den Einspritzventilen beträgt hier 3 bar. Bei dieser Variante handelt es sich also um eine Multipoint-Einspritzung, die vergleichbar ist mit der heute vor allem von den französischen Herstellern verwendeten Bosch D-Motronic (p/n-Regelung). Neuerungen bei der Multec-M sind u. a. DIS-Modul, Klopfregelung, Nockenwellensensor, Ansauglufttemperatursensor, Sekundärlufteinblasung.